# Andreas Wimmer (Unternehmer)
Andreas Wimmer (* 21. August 1981 in Salzburg) ist ein österreichischer Unternehmer, der seit 2017 Bundesvorsitzender der Jungen Industrie ist.

## Ausbildung
Nach dem Besuch der gymnasialen Unterstufe absolvierte Andreas Wimmer im Jahr 2000 die Ausbildung zum Maschinenbauingenieur an der HTBLuVA Salzburg. An der McGill University bildete er sich in den Jahren 2001 bis 2004 mit einem Certificate-Lehrgang im Managementbereich fort. In den Jahren 2005 bis 2007 absolvierte er einen Master-Lehrgang in Training and Development an der Salzburg Business School der Universität Salzburg und in den Jahren 2015 bis 2017 eine Ausbildung zum Tunnelbauingenieur in mit Schwerpunkt auf die Neue Österreichische Tunnelbaumethode (engl. NATM) an der Montanuniversität Leoben und der Technischen Universität Graz.

## Unternehmerische Tätigkeit
Nach Abschluss seiner Ausbildung in Maschinenbautechnik trat Wimmer in das 1984 durch Wimmers Vater gegründete Familienunternehmen Wimmer International ein und übernahm ab Jänner 2001 die Geschäftsführung der kanadischen Tochtergesellschaft Wimmer Canada Inc. Ab dem Jahr 2004 zeichnete Wimmer für die Verkaufsleitung des Gesamtunternehmens verantwortlich. Seit dem Jahr 2010 ist Wimmer Geschäftsführer und Gesellschafter der Unternehmensgruppe. Im Jahr 2016 wurde Wimmer im Rahmen der Aktion Game-Changer #1 als einer von 19 Salzburger Unternehmern, die mit ihren Innovationen, Produkten, und Dienstleistungen Maßstäbe setzen, porträtiert.
Wimmer International wurde 2006 als bestes Familienunternehmen des Landes Salzburg ausgezeichnet und beschäftigt sich vorwiegend mit der Entwicklung und Produktion von hochwertigem Zubehör für Hydraulikbagger. Die Unternehmenszentrale liegt in Thalgau bei Salzburg, wo sich auch der Sitz der beiden Hauptgesellschaften Wimmer Hartstahl und Wimmer Felstechnik befindet und etwa 80 Personen beschäftigt sind. Insgesamt werden ca. 100 Mitarbeiter beschäftigt. Das Tochterunternehmen Wimmer International CZ hat seinen Standort in Budweis, wo Teile der Produktion untergebracht sind. Im Jahr 2017 wurde das Unternehmen Wimmer North America gegründet.

## Interessensvertretung
Bereits in seiner Schulzeit engagierte sich Wimmer als Interessensvertreter in der Schülervertretung. Er war Schulsprecher, stellvertretender Landesschulsprecher und Landesgeschäftsführer der Schülerunion Salzburg.
Ab 2007 war Andreas Wimmer Vorstandsmitglied der Jungen Industrie Salzburg, zwischen 2011 und 2015 hatte er dort die Funktion als Landesvorsitzender inne. In den Jahren 2011 bis 2017 war Wimmer zudem Vorstandsmitglied der zur Wirtschaftskammer gehörenden Jungen Wirtschaft Salzburg. In den Jahren 2015 bis 2017 fungierte Wimmer als stellvertretender Bundesvorsitzender der Jungen Industrie.
Im Jahr 2017 übernahm Andreas Wimmer die Funktion als Bundesvorsitzender der Jungen Industrie von Therese Niss und ist aufgrund dieser Funktion auch Mitglied des Bundesvorstandes der Industriellenvereinigung. Seit 2011 ist Wimmer zudem Vorstandsmitglied der Salzburger Industriellenvereinigung.

## Präsenz in den Medien
Medial in Erscheinung trat Wimmer – neben Berichterstattungen zu seiner Amtsübernahme – bisher vor allem zu Branchenthemen, etwa im Bereich von Arbeit und Kollektivverträgen sowie rund um Freihandel. Weiters präsent war er zu gesellschaftspolitischen Themen wie Steuern, Bildung, Startups oder Pensionen sowie mit einer Forderung zur Zusammenlegung von Wahlzeitpunkten. Die in Salzburg abgehaltene Bundestagung im Jahr 2017, zu welcher er das Amt des Bundesvorsitzenden übernahm, stellte Wimmer unter den Titel Meister vs. Master.
Im Dezember 2017 äußerte sich Wimmer kritisch zum neuen österreichischen Regierungsprogramm.

## Privates
Wimmer hat gemeinsam mit seiner Lebensgefährtin zwei Kinder und lebt in der Nähe von Salzburg.